# Homolophus
Homolophus – rodzaj kosarzy z podrzędu Eupnoi i rodziny Phalangiidae. Gatunkiem typowym jest Homolophus arcticus.

## Występowanie
Przedstawiciele rodzaju występują od Azji Środkowej przez Daleki Wschód po północno-zachodnią Amerykę Północną.

## Systematyka
Opisano dotąd 25 gatunków kosarzy z tego rodzaju:
| - Homolophus afghanum (Roewer, 1956) - Homolophus albofasciatum (Kulczynski, 1901) - Homolophus altaicum Roewer, 1923 - Homolophus arcticus Banks, 1893 - Homolophus betpakdalense (Gritzenko, 1976) - Homolophus chitralense (Roewer, 1956) - Homolophus coreanum (Roewer, 1927b) - Homolophus funestus L.Koch, 1877 - Homolophus gobiensis Tsurusaki, Tchemeris & Logunov, 2000 - Homolophus lindbergi (Roewer, 1960) - Homolophus luteum Suzuki, 1966 - Homolophus martensi (W. Starega, 1986) - Homolophus nepalicus (Roewer, 1912) | - Homolophus pallens (Kulczynski, 1901) - Homolophus panpema Suzuki, 1966 - Homolophus punctatus Banks, 1894 - Homolophus rishiri N. Tsurusaki, 1987 - Homolophus suzukii Silhvay, 1972 - Homolophus thienshanense (Silhavý, 1967) - Homolophus tibetanus (Roewer, 1911) - Homolophus transbaicalicum (Kulczynski, 1901) - Homolophus trinkleri (Roewer, 1956) - Homolophus turcicum (Roewer, 1959) - Homolophus vernale Starega, 1979 - Homolophus vladimirae (Silhavý, 1967) |